# Азар, Илья Вильямович
Илья́ Вильямович Аза́р (род. 29 июня 1984, Москва, РСФСР, СССР) — российский журналист, специальный корреспондент «Новой газеты» с 2017 года. Депутат Совета депутатов московского муниципального округа Хамовники с 2017 года. Специальный корреспондент интернет-издания Lenta.ru (2011—2014) и проекта Meduza (2014—2016).

## Биография
Родился 29 июня 1984 в Москве. Учился в Гимназии № 1529. По информации издания «Продолжение следует», его одноклассницей была глава Лиги безопасного интернета Екатерина Мизулина.
В 2006 году окончил факультет политологии ВШЭ.

## Журналистская деятельность
- Советский спорт (онлайн-версия)[2].
- PC Игры (декабрь 2004 г.[3] — ноябрь-декабрь 2005 г.[4]).
- Total Football, редактор (июнь 2005 — апрель 2006).
- Газета.Ru, корреспондент отдела политики (июль 2006 — август 2010).
- Русский репортёр, корреспондент (сентябрь 2010 — февраль 2011).
- Lenta.ru, корреспондент (март 2011 — 2014).
- Meduza, корреспондент (октябрь 2014 — декабрь 2016).
- Новая газета, корреспондент (с января 2017)[источник не указан 809 дней].

30 ноября 2007 года присутствовал на политических дебатах в московском кафе-клубе «Гоголь», которые закончились потасовкой и применением травматического оружия защищающимся от нападавших Алексеем Навальным. На следующий день опубликовал статью.
В августе 2008 года Илья, будучи корреспондентом «Газеты.Ru», написал несколько репортажей о боях в Южной Осетии в ходе войны в Грузии.
4 декабря 2011 года, в день выборов в Госдуму, вместе с другими журналистами разоблачил так называемых «карусельщиков» — организаторов массового голосования (вбросов).
18 декабря 2011 года был задержан в Жанаозене, где находился по заданию редакции Lenta.ru для освещения беспорядков. Через несколько часов был отпущен.
16 января 2012 года вместе с фотокором «Новой газеты» Фельдманом и депутатом Госдумы Дмитрием Гудковым раскрыл факт подделки подписей сборщиков кандидата в президенты РФ Дмитрия Мезенцева в здании МИИТа.
20 декабря 2012 года на пресс-конференции Путина совместно с Екатериной Винокуровой задал вопрос «о фигурантах „болотного дела“ и деле активистов „Левого фронта“, обвинённых в попытке госпереворота на деньги грузинского депутата Гиви Таргамадзе».
12 марта 2014 года Lenta.ru получила предупреждение от Роскомнадзора за интервью с одним из лидеров Правого сектора Андреем Тарасенко, взятое Ильёй Азаром.
Вскоре после этого сообщения стало известно о решении владельца объединённой компании «Афиша-Рамблер-SUP» Александра Мамута освободить от должности главного редактора Галину Тимченко, руководившую изданием с 2004 года. Новым главным редактором назначен Алексей Гореславский, с 2013 года занимавший должность заместителя генерального директора компании по внешним коммуникациям «Афиша-Рамблер-SUP», а ещё ранее возглавлявший интернет-издание Взгляд.ру. 84 сотрудника издания выступили с обращением, заявив о том, что увольнение Тимченко осуществлено в рамках дальнейшего наступления российской власти на свободу слова, при этом большая часть сотрудников объявила о том, что покидают свои посты вслед за бывшей начальницей. На момент увольнения Тимченко Lenta.ru являлась самым посещаемым и цитируемым средством массовой информации в Рунете.
13 марта 2014 года написал заявление на увольнение вместе с 38 коллегами по Lenta.ru, на что повлияла в том числе и встреча с новым главным редактором.
С конца марта по сентябрь 2014 года работал специальным корреспондентом сайта радиостанции «Эхо Москвы», для которого делал репортажи и интервью.
С октября 2014 по декабрь 2016 года являлся специальным корреспондентом интернет-издания Meduza, созданного Галиной Тимченко с коллегами по работе в Lenta.ru.
С января 2017 года — специальный корреспондент «Новой газеты».
В марте 2018 года запустил в Хамовниках районное онлайн-издание под названием «МОХ. Муниципальный округ Хамовники», с ноября 2019 года является главным редактором районной газеты Хамовников — «Ленивка».
С 10 декабря 2019 по 16 марта 2020 года вёл авторскую разговорную передачу «Не согласовано» на телеканале «Дождь», что стало дебютом Азара на телевидении.
4 октября 2020 года Азар посетил зону активных вооружённых столкновений в Нагорном Карабахе и взял интервью у армянских добровольцев, по словам которых армянские силы на тот момент уже уступили контроль над городом Джебраил азербайджанской армии. Интервью вызвало большой резонанс в свете того, что официально Министерство обороны Армении продолжало отрицать занятие азербайджанцами Джебраила. Впоследствии МИД Армении лишил Азара журналистской аккредитации, сославшись на изменения в процедуре её получения. Неофициально же, по словам самого Азара, виной тому стал его скандальный репортаж, на объективности которого он, тем не менее, продолжал настаивать. 14 октября Министерство обороны Азербайджана распространило видеорепортаж, снятый в Джебраиле, который подтверждал, что азербайджанская армия контролирует город.

## Политическая деятельность
В 2017 году выдвинул свою кандидатуру на муниципальных выборах в районе Хамовники, город Москва. Избирался в первом пятимандатном округе в составе команды из 4 кандидатов: Александра Нахимсона, Анны Грязновой и Анны Лукьяновой.
Вёл избирательную кампанию при поддержке проекта «Объединённые демократы» Дмитрия Гудкова и Максима Каца.
В выборах в 1-м пятимандатном округе района Хамовники принимал участие 31 кандидат. В результате голосования Илья Азар занял первое место, получив 1660 голосов. Остальные члены команды заняли второе, третье и четвёртое места и также получили депутатские мандаты. Действующий глава района Нина Гущина проиграла выборы, заняв 7 место. В районе Хамовники партия «Единая Россия» не смогла получить ни одного мандата.
2 сентября 2019 года задержан правоохранительными органами по ч 8 статьи 20.2 КоАП за нарушение правил организации митинга, вероятно из-за акций в поддержку кандидатов в депутаты Мосгордумы и политзаключённых (за шествие 31 августа). В декабре суд назначил Азару 300 тысяч рублей штрафа.
В 2020 года в рамках общероссийской кампании «Нет», выступил против поправок к Конституции РФ. 18 января организовал серию одиночных пикетов у здания администрации президента в Москве.
26 мая 2020 года задержан полицией по части 8 статьи 20.2 КоАП (повторное нарушение правил проведения митингов и пикетов) за одиночный пикет в поддержку основателя проекта «Омбудсмен полиции» Владимира Воронцова. Арестован судом на 15 суток, затем срок ареста был снижен до 10 суток (суд усмотрел признаки массового пикета в одиночном пикете). В поддержку Азара прошло несколько одиночных пикетов с задержаниями.
21 февраля 2025 года Министерством юстиции России внесён в список физических лиц — «иностранных агентов».

## Премии
- 2014 — «Журналист года» по версии журнала GQ[42].
- 2014 — премия Internet Media Awards в номинации «Журналист новостных изданий»[43].
- 2014 — Премия выдающимся выпускникам Высшей школы экономики HSE Alumni Awards в номинации «Четвертая власть» «за яркие репортажи на острые темы»[44].
- Март 2017 — премия «Редколлегия» за статью «Ударники правосудия»[45].
- Июль 2021 — премия «Редколлегия» совместно с Анной Артемьевой за статью «Дочь самурая — человек-проблема»[46].